# Bubny podzimu
Bubny podzimu jsou čtvrtou knihou série románů Cizinka napsanou Dianou Gabaldon. Hlavní postavou je zdravotní sestra Claire Randallová, narozená ve 20. století, která cestuje v čase do 18. století ve Skotsku, kde se potkává s válečníkem z vysočiny Jamiem Fraserem, za kterého se provdá. Kniha obsahuje prvky historické fikce, romance, dobrodružství i sci-fi a fantasy.

## Děj
Hrdinka bestselleru Cizinka, Claire, se v Bubnech podzimu vrací společně se svým manželem Jamiem Fraserem, aby společně našli nový život v amerických koloniích. Předchozí román Mořeplavec skončil, když ztroskotali v Georgii v roce 1765, šťastní, že jsou pryč ze Skotska. Bubny podzimu začínají tam, kde Mořeplavec skončil. Jamie s Claire, Ferguem a Ianem se vydávají do Charlestonu a Wilmingtonu, než se usadí v kopcích severní Karolíny, kde doufají, že si vybudují nový domov. Ve stejné době zůstává Brianna Ellen Randallová a její nápadník, historik Roger Wakefield ve 20. století. Brianna teď osiřela, když se její matka vrátila do minulosti a ona má problém s tím tenhle fakt přijmout. Také je zvědavá na svého otce, kterého nikdy nepotkala, načež objeví tragický kus historie, který muže ovlivnit štěstí jejích rodičů. Tenhle objev ji přesvědčí, aby se sama vrátila v čase a zachránila svoje rodiče. Roger ji následuje.